# 长瓦韦
长瓦韦（学名：Lepisorus pseudonudus）为水龙骨科瓦韦属下的一个种。

## 扩展阅读
- 維基物種上的相關：长瓦韦